# 托尔瑙内迈迪
托尔瑙内迈迪，是匈牙利托尔瑙州所辖的一个村，总面积21.95平方公里，总人口1128，人口密度51.4人/平方公里（2010年1月1日）。